# Isidro Juan Palacios Tapias
Isidro Juan Palacios Tapias (1950) és un editor, filòleg i professor d'oratòria espanyol vinculat a la Nouvelle Droite (ND), antic membre de l'avui dissolta organització neonazi CEDADE.

## Biografia
Va néixer el 1950. Va exercir durant la seva joventut la responsabilitat de cap de la delegació madrilenya de l'organització neonazi barcelonina CEDADE establerta el 30 de març de 1973; va compartir aquesta militància amb el seu germà Jesús, responsable de Relacions Exteriors de l'organització. Va ser també d'altra banda editor juntament amb el seu germà de les revistes d'ideologia nacionalsocialista Ruta Solar i Cuadernos de Cultura Vertical. Va treballar com a secretari de Jorge Verstrynge durant l'etapa d'aquest en Aliança Popular. Ha estudiat en profunditat la figura de l'escriptor japonès Yukio Mishima.
Va fundar i va dirigir la revista esotèrica Punto y Coma. En ella no assumeix en plenitud les tesis de la ND francesa en la seva vessant neopagana, en la mesura que aquesta considera al cristianisme un usurpador, difonent més aviat un equilibri entre paganisme i cristianisme. Entre 1989 i 2003 va impartir cursos d'estiu de ciències de la comunicació a la Universitat Complutense de Madrid. Membre del Grup Aurora i d'Hespérides, va ser director fins a 1996 de la revista de tipus esotèric Próximo Milenio (posteriorment va continuar com a destacat col·laborador). També en la dècada de 1990 va dirigir la revista Más Allá.
Va mostrar el seu suport al «Manifest en contra la Mort de l'Esperit i de la Terra» de 2002 vinculat a la ND espanyola.
Descrit com una figura «amb una dilatada experiència en la difusió d'un discurs neodretà autòcton», Palaus va formar al costat d'Abel Posse, Aquilino Duque, Fernando Sánchez Dragó i José Javier Esparza el nucli aglutinant del «Grupo Manifiesto», i ha estat col·laborador a la revista El Manifiesto.
Ha estat contertulià en Ràdio Nacional d'Espanya i col·laborador de televisió en els programes de Sánchez Dragó. Professor d'oratòria, ha impartit cursos d'oratòria a quadres del Partit Popular a Castelló, recomanat per la direcció nacional de Gènova. Ha col·laborat també amb la fundació FAES.